# 4269 Bogado
4269 Bogado è un asteroide della fascia principale. Scoperto nel 1974, presenta un'orbita caratterizzata da un semiasse maggiore pari a 2,2306447 UA e da un'eccentricità di 0,1649133, inclinata di 3,44763° rispetto all'eclittica.